# Gerstacker Weinkellerei Likörfabrik
Die Gerstacker Weinkellerei Likörfabrik GmbH (Eigenschreibweise: GERSTACKER) ist ein Getränkeproduzent mit Sitz in Nürnberg. Das Unternehmen ist Weltmarktführer bei der Produktion von Glühwein.

## Geschichte
Das Unternehmen wurde 1945 durch Friedrich Gerstacker als Branntweinfabrik in Fürth gegründet. 1962 zog es ins benachbarte Nürnberg um. Mit der industriellen Produktion von Glühwein wurde 1965 begonnen. 1973 übernahm Hans Friedrich Gerstacker, der Sohn von Friedrich Gerstacker, die Unternehmensführung. Nach der deutschen Wiedervereinigung wurde in Crossen an der Elster in Thüringen eine weitere Produktionsstätte errichtet. 2003 übernahm mit Hans Friedrich Gerstackers Tochter Stefanie Gerstacker die dritte Generation die Leitung des Familienunternehmens.

## Produkte
Neben den sog. „Wintergetränken“ (Glühwein, Punsch etc.), welche 2018 rund 60 % des Unternehmensumsatzes ausmachten, werden auch sog. „Sommergetränke“ wie trinkfertige Cocktails, Beerenweine und Seccos produziert.

## Marktstellung
Gerstacker ist nach Medienberichten Weltmarktführer bei der Produktion von Glühwein. In Deutschland hat das Unternehmen einen Marktanteil von 80 %.